# Naloučany
Naloučany település Csehországban, a Třebíči járásban. Naloučany Ocmanice, Čikov, Náměšť nad Oslavou, Jasenice, Pucov és Zahrádka településekkel határos. Lakosainak száma 163 fő (2024. január 1.).

## Népesség
A település lakosságának változását az alábbi diagram mutatja:
| Lakosok száma | 357  | 337  | 346  | 240  | 169  | 163  | 158  | 164  | 164  | 163  |
|               | 1869 | 1900 | 1921 | 1961 | 1980 | 2011 | 2016 | 2019 | 2021 | 2024 |